# 에어로셸

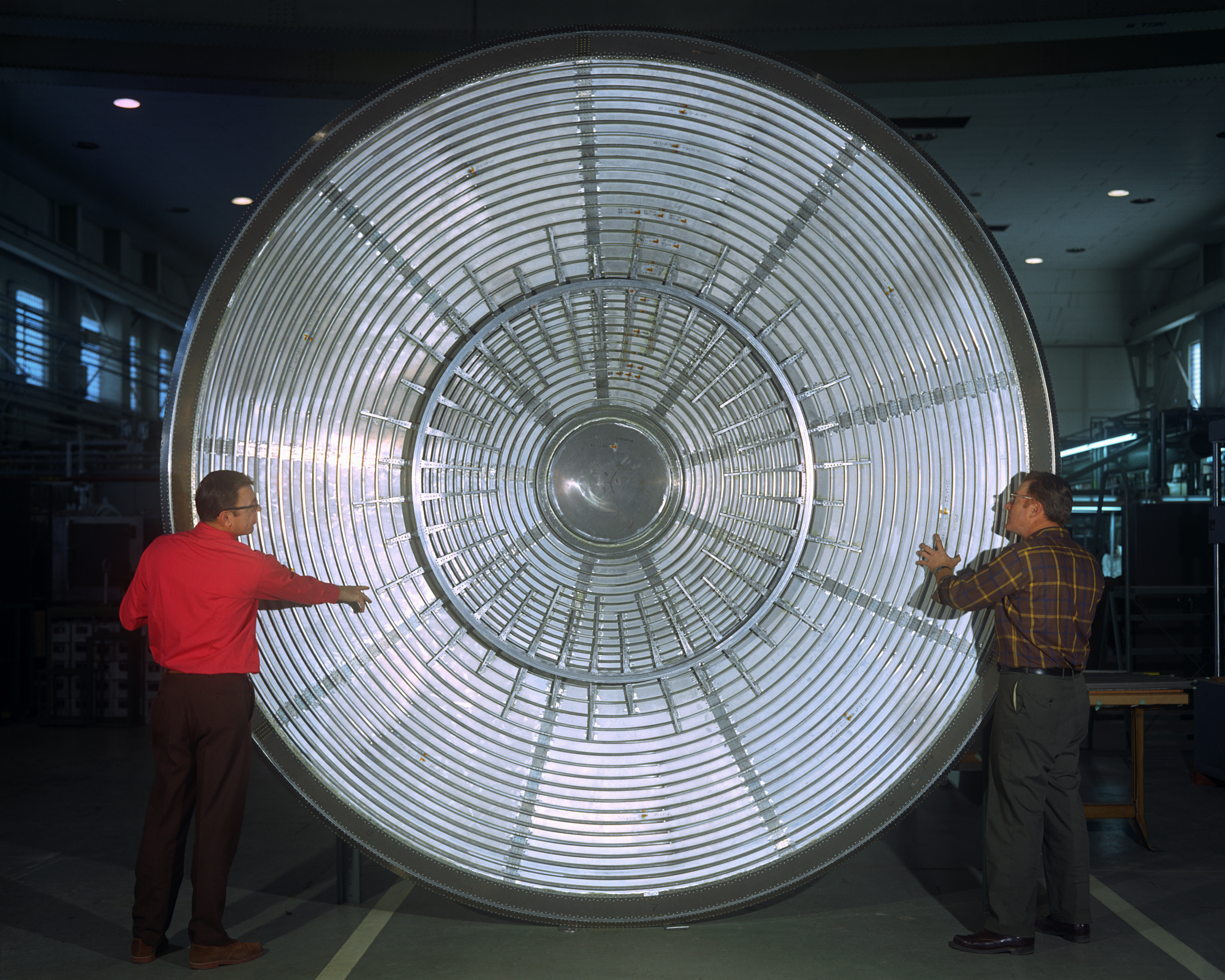
바이킹 1호 에어로셸

에어로셸(Aeroshell)은 대기권 진입 중 항력에 의해 생성되는 압력, 열 및 파편으로부터 우주선 차량을 감속하고 보호하는 견고한 열 차폐 셸이다. 주요 부품은 열 차폐(전체)와 후면 셸로 구성된다. 열 차폐물은 우주선이 대기에 진입하는 동안 우주선 앞부분의 공기 압축으로 인해 발생하는 열을 흡수한다. 후면 셸은 낙하산, 로켓 엔진 및 낙하산 감속 하강 중에 셸의 방향을 모니터링하는 관성 측정 장비와 같은 모니터링 전자 장치와 같은 중요한 구성 요소와 함께 전달되는 하중을 전달한다.
그 목적은 우주선 비행의 EDL(진입, 하강 및 착륙) 과정 중에 사용된다. 첫째, 에어로셸은 행성의 대기를 관통하면서 우주선을 감속시키고 매우 높은 궤도 속도의 운동 에너지를 반드시 소멸시켜야 한다. 열 차폐물은 이 에너지의 일부를 흡수하는 반면, 대부분의 에너지는 대부분 복사에 의해 대기 가스로 소실된다. 하강 후반 단계에서는 일반적으로 낙하산이 전개되고 방열판이 분리된다. 로켓은 조종을 돕거나 역추진적으로 천천히 하강하기 위해 뒤쪽 껍질에 위치할 수 있다. 에어백은 지면과의 충격을 완화하기 위해 팽창할 수도 있으며, 이 경우 우주선은 첫 번째 충돌 후 행성 표면에서 튕겨 나갈 수 있다. 대부분의 경우 프로세스 전반에 걸친 통신은 후속 전송을 위해 중계되거나 기록된다.
에어로셸은 대기가 있는 모든 물체의 표면에 그대로 착륙해야 하는 우주 탐사선의 핵심 구성 요소이다. 그들은 페이로드를 지구로 반환하는 대부분의 임무에 사용되었다. 또한 화성, 금성, 타이탄 및 (가장 극단적인 경우) 목성에 대한 갈릴레오 탐사선에 대한 모든 착륙 임무에도 사용된다. 에어로셸의 크기와 형상은 임무의 EDL 단계 요구 사항에 따라 결정된다. 이러한 매개변수는 성능에 큰 영향을 미치기 때문이다.